# 간유리

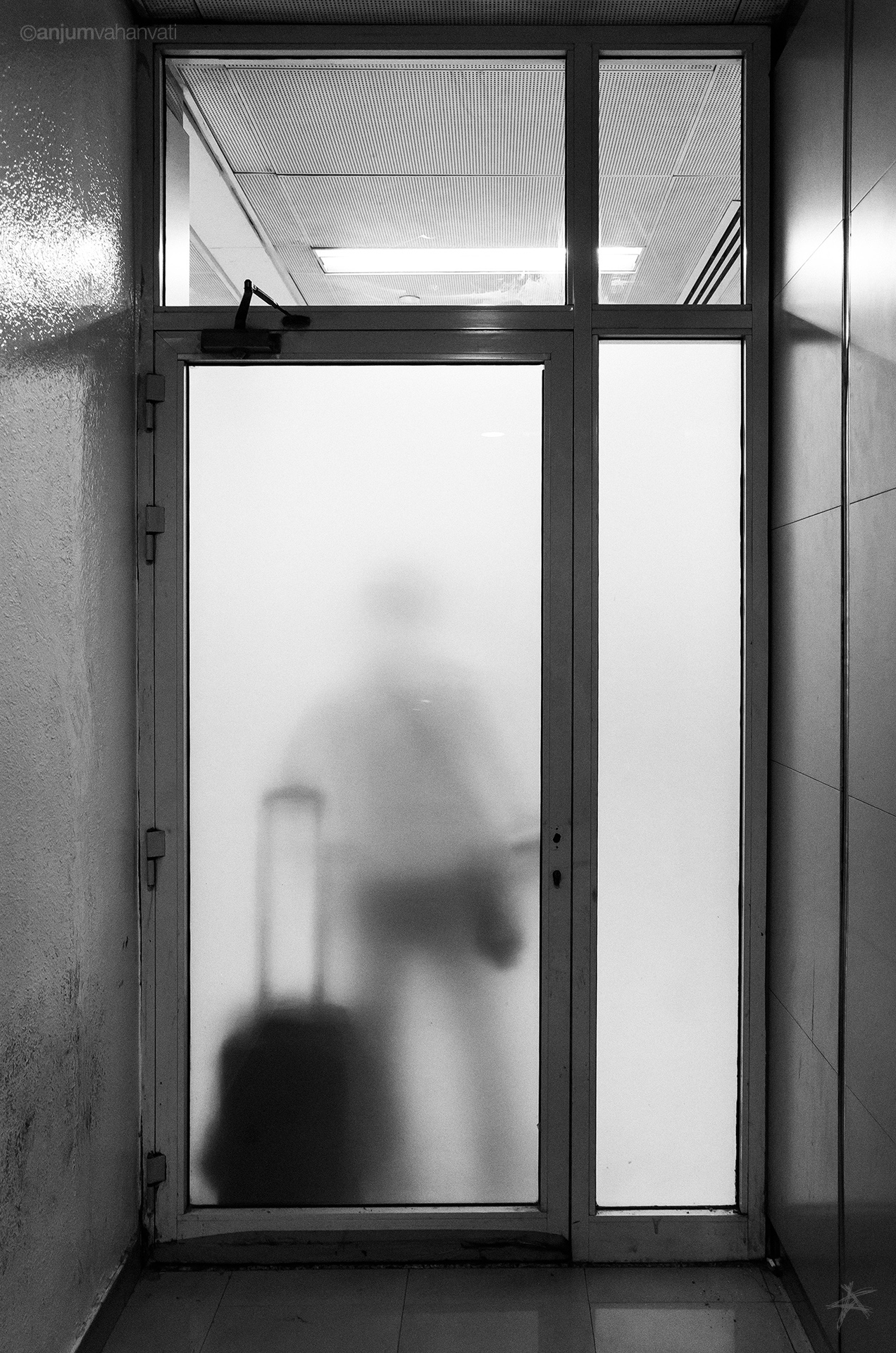

간유리(frosted glass)는 투명한 유리판에 모래분사나 유리식각 등의 기법을 적용하여 반투명하게 만든 것이다. 유리가 갈린 표면에서 산란이 일어나지만 빛 자체는 통과하면서 산란으로 흐려진 상이 유리 너머로 전달된다. 채광은 하지만 유리 너머를 들여다볼 수는 없게 하고 싶을 때 사용한다.

## 같이 보기
- 스마트 윈도